# Fagus (deus)
Na religião gálico-romana, Fagus era um deus conhecido por quatro inscrições encontradas nos Altos Pirenéus. A língua desta região da Aquitânia tem sido ligada à proto-basca, preferencialmente à céltica. Fāgus, em latim, é faia.